# Host Identity Protocol
Host Identity Protocol (zkratka HIP) je v informatice hostitelská identifikační technologie, která se používá na IP sítích, jako je Internet. Internet má dva hlavní jmenné prostory, IP adresy a systém doménových jmen (DNS). HIP odděluje cílový identifikační bod a lokátor funkcí IP adres. To pak přináší tzv. Host Identity (HI) jmenný prostor, který je založen na bezpečnostní infrastruktuře veřejných klíčů.
HIP nabízí bezpečné metody pro IP multihoming a mobilní výpočetní techniku.
V sítích, které implementují HIP, jsou v aplikacích všechny výskyty IP adres odstraněny a nahrazeny kryptografickými hostitelskými identifikátory. Kryptografické klíče jsou typicky, ale ne nezbytně, samy vytvářeny.
Vliv odstraňování IP adres v aplikační a transportní vrstvě, vede k oddělení transportní vrstvy od síťové vrstvy v TCP/IP.
HIP byl stanoven pracovní skupinou z komise Internet Engineering Task Force (IETF). Výzkumná skupina zabývající se HIP z organizace Internet Research Task Force (IRTF) se zaměřuje na širší dopady této technologie.
Pracovní skupina je autorizována k vytváření RFC v experimentálním směru, ale je pochopitelné, že jejich kvalita a bezpečnostní vlastnosti by měly odpovídat požadavkům sledující standardy. Hlavním smyslem při vytváření těchto experimentálních prací, namísto prací ve standardním směru, jsou neznámé vlivy, které mohou mít tyto mechanismy v aplikacích a na Internetu ve velkém.

### RFC reference
- RFC 4423 - Host Identity Protocol (HIP) Architecture (early "informational" snapshot)
- RFC 5201 - Host Identity Protocol base
- RFC 5202 - Using the Encapsulating Security Payload (ESP) Transport Format with the Host Identity Protocol (HIP)
- RFC 5203 - Host Identity Protocol (HIP) Registration Extension
- RFC 5204 - Host Identity Protocol (HIP) Rendezvous Extension
- RFC 5205 - Host Identity Protocol (HIP) Domain Name System (DNS) Extension
- RFC 5206 - End-Host Mobility and Multihoming with the Host Identity Protocol
- RFC 5207 - NAT and Firewall Traversal Issues of Host Identity Protocol (HIP) Communication